# جائزة نيفانلينا
جائزة نيفانلينا (بالإنجليزية: Nevanlinna Prize)‏‏ هي جائزة علمية تُمنح كل 4 سنوات من قبل الاتحاد الدولي للرياضيات. تأسست في عام 1981. سُميت نسبةً إلى عالم الرياضيات رولف نيفانلينا. تعطى الجائزة للمساهمات في جميع الجوانب الرياضياتية لعلوم الحاسوب، بما في ذلك نظرية التعقيد الحسابي، منطق لغات البرمجة، تحليل الخوارزميات، التشفير، رؤية الحاسوب، التعرف على الأنماط، معالجة المعلومات ونمذجة الذكاء. أيضا للمساهمات في الحوسبة العلمية والتحليل العددي. والجوانب الحسابية لنظرية التحسين والتحكم.
تأسست الجائزة في عام 1981 من قبل اللجنة التنفيذية للاتحاد الدولي للرياضيات وتم تكريمها لتكريم عالم الرياضيات الفنلندي رولف نيفانلينا. تتكون الجائزة من ميدالية ذهبية وجائزة نقدية. مثل ميدالية فيلدز، تستهدف الجائزة علماء الرياضيات الأصغر سناً، ولا يحق إلا للذين تقل أعمارهم عن 40 عامًا في 1 يناير من عام الجائزة.

## قائمة الفائزين
| السنة | الفائز                  | البلد                   |
| ----- | ----------------------- | ----------------------- |
| 1982  | روبرت تارجان            | الولايات المتحدة        |
| 1986  | ليزلي فالينت            | المملكة المتحدة         |
| 1990  | إلكسندر رازبوروف        | روسيا                   |
| 1994  | آفي ويغرسون             | إسرائيل                 |
| 1998  | بيتر شور                | الولايات المتحدة        |
| 2002  | مادو سودان              | الهند/ الولايات المتحدة |
| 2006  | جون كلينبرج             | الولايات المتحدة        |
| 2010  | دانيال سبيلمان          | الولايات المتحدة        |
| 2014  | سوبهاش خوت              | الهند/ الولايات المتحدة |
| 2018  | كونستانتينوس داسكالاكيس | اليونان                 |
| 2022  | مارك بريفرمان           | إسرائيل                 |